# Thomas Schöning
Thomas Schöning (ur. ?, zm. 10 sierpnia 1539) – duchowny rzymskokatolicki, arcybiskup ryski.

## Biografia
Był synem burmistrza Rygi. Przed nominacją arcybiskupią był proboszczem parafii archikatedralnej w Rydze.
15 marca 1528 został wybrany arcybiskupem ryskim, co zatwierdził 18 stycznia 1531 papież Klemens VII. Brak informacji kiedy i od kogo otrzymał sakrę biskupią.